# Ейміті Тауншип (округ Беркс, Пенсільванія)
Ейміті Тауншип (англ. Amity Township) — селище (англ. township) в США, в окрузі Беркс штату Пенсільванія. Населення — 13 396 осіб (2020).

## Демографія
Згідно з переписом 2010 року, у селищі мешкали 12 583 особи в 4295 домогосподарствах у складі 3402 родин. Було 4545 помешкань
Расовий склад населення:
| - 91,9 % — білих - 3,7 % — чорних або афроамериканців - 2,0 % — азіатів - 0,1 % — корінних американців |

До двох чи більше рас належало 1,6 %. Частка іспаномовних становила 2,4 % від усіх жителів.
За віковим діапазоном населення розподілялося таким чином: 29,4 % — особи молодші 18 років, 58,7 % — особи у віці 18—64 років, 11,9 % — особи у віці 65 років та старші. Медіана віку мешканця становила 38,5 року. На 100 осіб жіночої статі у селищі припадало 97,5 чоловіків;  на 100 жінок у віці від 18 років та старших — 95,4 чоловіків також старших 18 років.
Середній дохід на одне домашнє господарство  становив 97 082 долари США (медіана — 86 481), а середній дохід на одну сім'ю — 109 360 доларів (медіана — 97 554). Медіана доходів становила 56 312 долари для чоловіків та 51 431 долар для жінок. За межею бідності перебувало 4,8 % осіб, у тому числі 4,4 % дітей у віці до 18 років та 5,9 % осіб у віці 65 років та старших.
Цивільне працевлаштоване населення становило 6200 осіб. Основні галузі зайнятості: освіта, охорона здоров'я та соціальна допомога — 20,6 %, виробництво — 12,7 %, науковці, спеціалісти, менеджери — 12,1 %.